# زهرا کریمی (والیبال)
زهرا کریمی (زادهٔ ۲۶ بهمن ۱۳۸۰ در اراک) بازیکن تیم ملی والیبال زنان ایران است. او عضو باشگاه والیبال پیکان است.
او در اردیبهشت ۱۳۹۷ در آخرین مرحلهٔ اردوی تیم ملی والیبال به مسابقات جهانی آسیا راه یافت. وی در آبان ۱۳۹۷ نیز از استان مرکزی، به اردوی تیم امید بانوان ایران دعوت شد.
زهرا کریمی در رقابت‌های انتخابی المپیک ۲۰۲۰ توکیو در ترکیب تیم ملی والیبال زنان ایران حضور داشت.